# جوليان غيلبيرت (لاعب كرة قدم)
جوليان غيلبيرت (بالفرنسية: Julien Gibert)‏ هو لاعب كرة قدم فرنسي في مركز حراسة المرمى، ولد في 15 يونيو 1976 في Lunel-Viel ‏ في فرنسا. لعب مع نادي فريجوس ونادي مارتيغ ونادي واسكال.